# Juan Belmonte

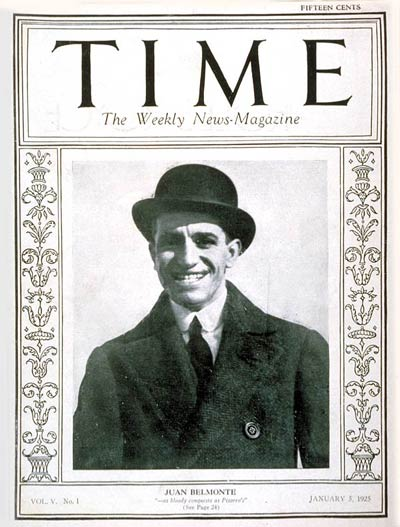
Belmonte (1925)

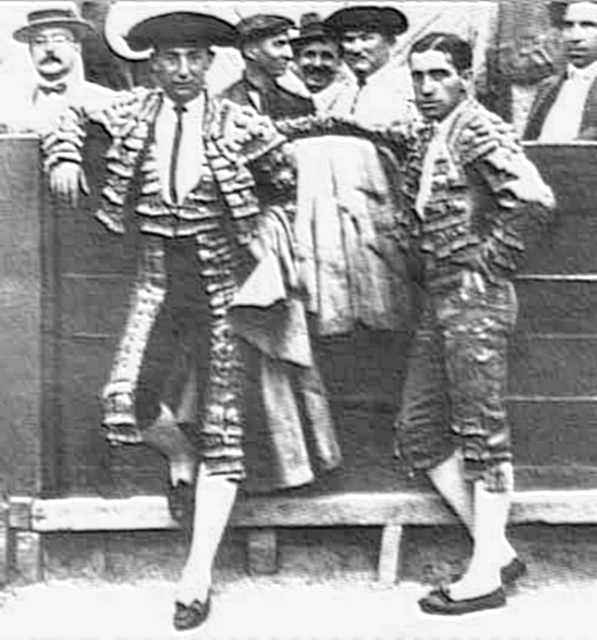
Joselito und Juan Belmonte (rechts)

Juan Belmonte García (* 14. April 1892 in Sevilla; † 8. April 1962 in Utrera) war ein spanischer Stierkämpfer, der häufig als bester Torero aller Zeiten bezeichnet wird.

## Leben
Belmonte begann seine Stierkampfkarriere im Jahre 1908, als er mit einer Gruppe von Stierkämpfern namens Los Niños Sevillanos durch Spanien tourte. Am 24. Juli 1910 tötete er seinen ersten Stier. Auf Grund seiner leicht deformierten Beine entwickelte Belmonte als Erwachsener eine neue Technik, durch die er sich letztlich von all seinen Vorgängern und Kollegen unterschied: Er arbeitete in aufrechter, fast regungsloser Position und gefährlich eng am Stier. Dadurch zog er sich im Laufe seiner Karriere 24 schwere Verletzungen zu, wurde jedoch auch zu einem der bedeutendsten Stierkämpfer seiner Zeit. Mit seinem großen Rivalen Joselito prägte Belmonte von 1914 bis 1920 nachhaltig den Stierkampf, weshalb diese Epoche heute auch als Goldenes Zeitalter des Stierkampfes bezeichnet wird. Im Jahr 1919 bestritt Belmonte 109 Stierkämpfe, ein Rekord, der erst im Jahr 1965 durch El Cordobés mit 111 Stierkämpfen innerhalb einer Saison übertroffen wurde. Nach Joselitos Tod wurde Belmonte zur alleinigen Führungsfigur seiner Profession. Die damit verbundenen Strapazen führten im Jahr 1922 zum ersten seiner insgesamt drei Rücktritte. Im Jahr 1924 kehrte Belmonte in die Stierkampfarena zurück. Am 5. Januar 1925 zierte er die Titelseite des Time Magazine. 
Kurz vor dem Ausbruch des Spanischen Bürgerkrieges beendete Belmonte im Jahr 1935 endgültig seine Karriere als Torero, in deren Verlauf er knapp 1.650 Stiere tötete. Er erwarb eine Ranch in Andalusien und betätigte sich als Stierzüchter. 1937 veröffentlichte er mit Hilfe des Ghostwriters Manuel Chaves Nogales seine Autobiografie unter dem Titel „Juan Belmonte, matador de toros: su vida y sus hazañas“. In späteren Jahren litt Belmonte an einer schweren Herzkrankheit. Als er auch noch an Lungenkrebs erkrankte, nahm er sich kurz vor seinem 70. Geburtstag im Jahr 1962 mit einer Pistole das Leben.

## Sonstiges
- Belmonte war ein Freund des amerikanischen Schriftstellers Ernest Hemingway,[4] der sich einige Monate vor ihm ebenfalls mit einer Schusswaffe das Leben nahm. Belmonte tritt in zwei von Hemingways Werken in Erscheinung, in Fiesta (1926) und Tod am Nachmittag (1932).
- Im Jahr 1995 wurde Belmontes Leben unter dem Titel Belmonte mit Lautaro Murúa in der Hauptrolle verfilmt.
- Die spanische Sängerin Rocío Jurado widmete Belmonte im Jahr 1998 das Lied Ay! Soledad.
- In Woody Allens Spielfilm Midnight in Paris aus dem Jahr 2011 wurde Belmonte durch den Schauspieler Daniel Lundh verkörpert.